# Slalom (videojuego)
Slalom es un videojuego de esquí en el que el jugador corre en una serie de slalom cuesta abajo mientras navega por las banderas y los obstáculos antes de que el tiempo expire. Fue desarrollado por Rare y lanzado por primera vez por Nintendo para Nintendo VS. System en 1986. Posteriormente, se lanzó para Nintendo Entertainment System (NES) en Norteamérica en marzo de 1987 y en Europa a finales de ese año. El juego fue desarrollado por Tim y Chris Stamper y su música fue compuesta por David Wise.
Slalom fue el primer juego de NES desarrollado fuera de Japón y el primer juego de los hermanos Stamper lanzado bajo la marca Rare. Revisiones de la década de 1980 encontraron a Slalom poco realista, pero apreciaron en gran medida sus gráficos y animaciones. En contraste, la revisión retrospectiva de AllGame calificó el juego como mal hecho y apresurado. Slalom fue lanzado en la compilación de Rare de 2015 Rare Replay para Xbox One.

## Jugabilidad
Slalom es un juego para un solo jugador en el que los jugadores corren cuesta abajo en una serie de carreras de slalom. Hay un total de 24 carreras cuesta abajo que se distribuyen uniformemente en tres montañas. Antes de que comience el juego, los jugadores eligen su montaña según su dificultad: Snowy Hill para principiantes, Steep Peak para jugadores intermedios y Mount Nasty para expertos. El objetivo de cada carrera es alcanzar la línea de meta dentro del tiempo asignado. Los jugadores deben esquivar los obstáculos, incluidos árboles, banderas, muñecos de nieve, trineos y otros esquiadores en su camino hacia abajo, o de lo contrario se caerán y perderán tiempo. Con suficiente impulso, los jugadores pueden saltar sobre estos obstáculos. Los jugadores deben esquiar alrededor de las banderas para mantener su velocidad. Si esquían en el lado equivocado de la bandera, el corredor quita la nieve y disminuye la velocidad.
También se ubican en las pistas los magnates (baches) que, cuando se golpean, hacen que el corredor se desplace en el aire y disminuya ligeramente la velocidad al aterrizar. Mientras estén en el aire, los jugadores pueden realizar trucos de estilo libre y ganar puntos de bonificación. Sin embargo, si el jugador falla el truco, el corredor puede caer, perdiendo tiempo. Al final de cada carrera, las puntuaciones finales se calculan en función de la cantidad de tiempo restante en la carrera y los puntos obtenidos al completar los trucos de estilo libre. Si el jugador gana suficientes puntos, puede competir en el siguiente nivel "solo" (sin otros esquiadores en pantalla). Los puntos ganados en las carreras de calificación se convierten en segundos adicionales en el temporizador de ejecución individual. Las puntuaciones altas en cada una de las carreras se guardan en la memoria hasta que la consola se apaga.

## Desarrollo
Slalom fue desarrollado por la compañía británica de videojuegos Rare por Tim y Chris Stamper. Rare había estado buscando desarrollar juegos para consolas como consecuencia de la rampa de piratería de juegos de computadora en el Reino Unido. Eligieron la NES por su incipiente popularidad, aunque la consola no tenía desarrolladores occidentales, y le pidieron una licencia a Nintendo. Cuando Nintendo se negó, ellos invirtieron la consola e hicieron una demostración, Slalom para mostrar a la compañía. Nintendo se sorprendió de su esfuerzo e hizo de Rare su primer desarrollador occidental, comenzando una colaboración larga y estrecha entre Rare y el fundador y presidente de Nintendo of America, Minoru Arakawa.
Slalom fue lanzado originalmente en 1986 en las salas de juego como parte de la Nintendo VS. System y se tituló Vs. Slalom. Esta versión incluyó un gabinete vertical, un joystick, un botón de salto, sonido monoaural y gráficos ráster estándar. También hubo una actualización del controlador opcional que incluía dos bastones de esquí físicos y esquís más cortos que el jugador podía colocar y usar para controlar al esquiador en pantalla. La versión de NES fue lanzada por Nintendo en Norteamérica en marzo de 1987 y en Europa el 15 de octubre de 1987. Slalom fue el primer videojuego de Rare desarrollado como una nueva compañía. También fue el primer lanzamiento de la consola de videojuegos de los hermanos Stamper.
La música del juego fue compuesta por el compositor de videojuegos David Wise de Rare, su primer trabajo como compositor en NES. En una entrevista de diciembre de 2010, Wise dijo que el trabajo de la placa de sonido de NES era desafiante. Primero tuvo que codificar a mano los valores HEX de cada nota antes de convertirlos en subrutinas con una computadora. Wise recordó haber pensado que sus primeros proyectos de NES sonaban como timbres. Se sintió humilde al ver que otros continúan remezclando sus pistas.

## Recepción
Slalom recibió una cobertura previa a principios de 1987 en el primer número de Nintendo Fun Club News, el predecesor del órgano de la compañía, Nintendo Power, citando la conversión de arcade a la NES. Apareció en el siguiente número del verano de 1987 con una breve descripción y consejos de expertos. La revista francesa Tilt apreció los gráficos y el sonido del juego, pero pensó que a su animación no le fue tan bien. Por otro lado, la revista alemana Aktueller Software Markt elogió mucho las animaciones de Slalom (particularmente su uso del desplazamiento y la perspectiva) y pensó que sus sonidos eran mediocres. La revista encontró el juego divertido, aunque poco realista. Power Play y Gen4 también elogiaron las animaciones. Aunque Gen 4 encontró el juego poco realista, apreciaron su descripción de la velocidad y la progresión gradual de la dificultad. A Power Play le gustaron los gráficos de nivel y obstáculos. Gen 4 consideró el promedio de los gráficos para Nintendo, y discrepó internamente en cuanto a si el juego era lo suficientemente fantástico. Power Play pensó que el juego necesitaba más variedad y rápidamente se volvió monótono.
La revisión retrospectiva del editor de AllGame Brett Alan Weiss fue crítico, ya que calificó a Slalom como "un trabajo urgente" que no capturó el espíritu del esquí. Sintió que el juego era repetitivo, demasiado simple y no divertido para los adultos. Weiss describió los gráficos como bloqueados e insípidos, el sonido como repetitivo y derivado. Dijo que a pesar de que era un lanzamiento temprano en la vida útil de la consola, Slalom estaba a la par con las capacidades de Intellivision de 1979. Recomendó Antarctic Adventure de Konami para la ColecoVision en su lugar. La revista británica Retro Gamer escribió que el juego recibió poca fanfarria. Stuart Hunt, de la revista, escribió en diciembre de 2010, en el 25 aniversario de Rare, que el juego era "divertido pero bastante simplista" por su falta de variedad de razas. Sin embargo, dijo que el juego mostraba cómo la compañía podía maximizar los recursos del sistema de la NES. Slalom se incluyó en Rare Replay, una compilación de 30 títulos de Rare, lanzada en Xbox One el 4 de agosto de 2015.

## Otras lecturas
- Dawley, Heidi (29 de mayo de 1995). «Killer Instinct for Hire». Bloomberg Businessweek. Archivado desde el original el 2 de junio de 2017. Consultado el 17 de julio de 2017.